# Alfabet letó
L'alfabet letó (en letó: latviešu alfabēts) és l'alfabet emprat per escriure el letó, amb base de l'alfabet llatí. Té 33 lletres, 11 de les quals es formen a partir de diacrítics.
| Alfabet letó | Alfabet letó | Alfabet letó | Alfabet letó | Alfabet letó | Alfabet letó | Alfabet letó | Alfabet letó | Alfabet letó | Alfabet letó | Alfabet letó | Alfabet letó | Alfabet letó | Alfabet letó | Alfabet letó | Alfabet letó | Alfabet letó | Alfabet letó | Alfabet letó | Alfabet letó | Alfabet letó | Alfabet letó | Alfabet letó | Alfabet letó | Alfabet letó | Alfabet letó | Alfabet letó | Alfabet letó | Alfabet letó | Alfabet letó | Alfabet letó | Alfabet letó | Alfabet letó |
| ------------ | ------------ | ------------ | ------------ | ------------ | ------------ | ------------ | ------------ | ------------ | ------------ | ------------ | ------------ | ------------ | ------------ | ------------ | ------------ | ------------ | ------------ | ------------ | ------------ | ------------ | ------------ | ------------ | ------------ | ------------ | ------------ | ------------ | ------------ | ------------ | ------------ | ------------ | ------------ | ------------ |
| a            | ā            | b            | c            | č            | d            | e            | ē            | f            | g            | ģ            | h            | i            | ī            | j            | k            | ķ            | l            | ļ            | m            | n            | ņ            | o            | p            | r            | s            | š            | t            | u            | ū            | v            | z            | ž            |
| A            | Ā            | B            | C            | Č            | D            | E            | Ē            | F            | G            | Ģ            | H            | I            | Ī            | J            | K            | Ķ            | L            | Ļ            | M            | N            | Ņ            | O            | P            | R            | S            | Š            | T            | U            | Ū            | V            | Z            | Ž            |

## Història
Creat el segle xvii per capellans alemanys, l'ortografia letona es basa en principi en l'ortografia alemanya i no representa els sons del letó de manera fonètica. El 1631 el clergue alemany Georgs Mancelis sistematitza l'ortografia fins aleshores caòtica, tot indicant la llargàriad e les vocals segons llur posició dins els mots, i escrivint les consonants amb diverses lletres, tal com es fa en alemany. Aquesta ortografia antiga utilitza lletres amb barres diagonals Plantilla:Graphie per a les lletres palatalitzades com la Ł en polonès.
Del 1908 al 1911, una comissió d'ortografia defineix una reforma ortogràfica que serà adoptada lentament. En aquesta comissió hi hagué Kārlis Mīlenbahs, Jānis Endzelīns, J. Kalniņš, M. Ārons, J. Birznieks, Francis Trasuns, M. Siliņš, Spr. Paegle i V. Maldoņs. La reforma comença a ser parcialment adoptada per decret el març de 1919, amb modificacions afegides en un decret del 30 de desembre de 1920 amb l'objectiu d'adoptar-lo l'1 de juliol de 1921, i finalment un decret del 18 de juliol de 1922 n'ordena l'adopció en les escoles l'1 d'agost de 1922 i en l'administració l'1 de gener de 1923.
El 1935 una llei sobre la llengua oficial de Letònia decreta que l'escriptura llatina serà utilitzada en comptes de la Fraktur en totes les publicacions a partir del 15 de maig de 1936. El 1937 una nova comissió ortogràfica comença un treball sobre l'alfabet letó, l'ortografia i els mots estrangers, l'ús de diacrítics en els verbs, l'exclusió de la erra palatalitzada (Ŗ ŗ) i de Ch, bo i allunyant-se dels treballs de Mīlenbahs, Šmits, i Endzelīns. Una reforma comença, doncs, el 1938, i provoca la protesta dins la societat, per la qual cosa és parcialment anul·lada el 1939. El 1940 una revisió modernitza l'ortografia.
El 5 de juny de 1946, una llei de la República Socialista Soviètica de Letònia reemplaça la erra palatalitzada (Ŗ ŗ) per la erra normal (R r). D'altres reformes semblants reemplacen l'ús dels grafemes Ch per H i Ō per O. Alguns autors i publicacions, com el diari Brīvā Latvija, destinat a la diàspora letona, encara feren servir els antics grafemes.